# Bataille de Montes Claros
Guerre de Restauration (Portugal)
Batailles
- Montijo
- Elvas
- Estremoz
- Castelo Rodrigo
- Villaviciosa (Montes Claros)

La Bataille de Montes Claros (17 juin 1665) – appelée aussi parfois Bataille de Vila Viçosa –  est une célèbre victoire militaire du Portugal sur la Castille qui met fin à la Guerre d'Acclamation (1640-1668). (Depuis les historiens romantiques nationalistes du XIXe siècle, cette guerre est également nommée "Guerre de Restauration").

## Le nom de la bataille
La bataille s'est déroulée dans une plaine d'Alentejo, serrée entre les massifs d'Ossa et de Vigária, à Rio de Moinhos, près de Borba, au village de Montes Claros, entre Estremoz et Vila Viçosa. Elle est cependant connue en Espagne comme « bataille de Villaviciosa ». Ce nom est lié à la haine des Habsbourg de Madrid envers leurs cousins de Bragance. En effet, pendant l'invasion militaire du Portugal cette même année, les premiers avaient donné l'ordre de détruire le palais de Vila Viçosa des seconds. Mais Vila Viçosa avait fermé ses murailles et s'était défendue. Le siège de Vila Viçosa et la bataille de Montes Claros sont donc deux faits historiques successifs mais distincts.
À noter que la traduction castillane du nom de la capitale ducale des Bragance, Villaviciosa, est un jeu de mots : en espagnol, le nom a le sens péjoratif de Ville Vicieuse alors qu'en portugais il signifie Ville Bourgeonnante.

## L'enjeu et l'importance de la bataille
La Guerre d'Acclamation (1640-1665) que cette bataille termine constitue l'entrée tardive du Portugal dans la Guerre de Trente Ans. Sa lutte contre le pouvoir impérialiste catholique de Madrid et son rêve de monarchie catholique universelle se poursuit bien après les traités de Westphalie (1648) et celui des Pyrénées (1659).
L'importance des forces engagées à la bataille de Montes Claros, l'impact de sa violence sur la chair et les esprits des contemporains, son importance politique, sociale et diplomatique entre toutes les batailles menées sur le Continent portugais, n'avaient pas d'exemple depuis celle d'Aljubarrota, en 1385, dans la Guerre de Succession de Portugal (1383-1385).
Rejetant son union avec l'Espagne qui était venue l'envahir en 1580, lors de la Crise de succession portugaise, le Portugal se tourne à nouveau vers la mer et recrée son alliance avec l'Angleterre entrée en compétition sur le commerce transocéanique (dont il avait encore le monopole (Mare Clausum) peu de temps auparavant).
Il peut à nouveau se concentrer sur son Empire colonial, dont la puissance des Habsbourg d'Espagne n'avaient pas suffi à protéger, avec notamment la riche exploration du sucre au Brésil et l'Afrique portugaise.

## Les commandements

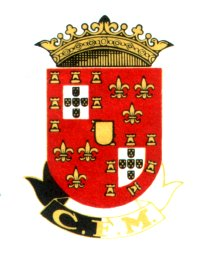
Blason du Clube de Futebol "Os Marialvas" (CFM), de la ville de Cantanhede - ce sont les armes du Marquis de Marialva, comte de Cantanhede, chef des Menezes : celles des anciens seigneurs d'Albuquerque, dites modernes : écartelé de Portugal et d'Albuquerque ancien; sur le tout, celles de Menezes, toutes en or lisse, en chef. Couronne de marquis. Sous les armes de la maison de Marialva, on voit les trois lettres de l'équipe du Football Club les Marialvas de Cantanhede (CFM)

La bataille de Montes Claros fut livrée sous le commandement en chef du Marquis de Marialva, Dom António Luís de Menezes, contre le Marquis de Caracena, don Luis de Benavides Carrillo.
Les chefs militaires choisis pour cette nouvelle phase de la guerre sont tous deux des hommes d'importance : Dom António de Menezes avait démontré sa valeur tactique dans toutes les batailles antérieures, depuis sa prise de la ville castillane de Valencia de Alcántara en 1644. Il avait le support des autres fidalgos, qui avaient refusé de combattre sous les ordres d'un étranger, c'est-à-dire du protestant Maréchal de Schomberg, lui aussi présent au combat de Montes Claros.
Dom Luis de Benavides Carrillo, pour sa part, avait été gouverneur du Milanais de 1648 à 1656, et gouverneur des Pays-Bas de 1659 à 1664 : Il y avait succédé à Juan José d'Autriche après la défaite de celui-ci devant les forces franco-anglaises à la bataille des Dunes (1658). Il lui succéda également sur le front portugais, après que sa cuisante défaite à la bataille d'Ameixial, en 1663 lui eut coûté le commandement de l'armée. À Milan et à Bruxelles, Caracena avait montré sa réelle valeur militaire, sur les autres fronts de la guerre castillane avec la France. Et dès son arrivée en Castille en 1664 il commença à préparer la nouvelle armée d'invasion qui lui était commise, pour ce qui aurait pu être le sommet de sa carrière militaire et administrative.

## 2einvasion du Portugal pendant la Guerre d'Acclamation
Le plan de Luis de Benavides Carrillo, approuvé par Philippe IV d'Espagne, et que le marquis lui-même déclara de très facile exécution avant de quitter Bruxelles, et de même à Paris, où il s'arrêta en route pour Madrid et eut des contacts avec le gouvernement français à ce sujet, était d'envahir le Portugal continental en le conquérant par trois étapes :
1. prendre Vila Viçosa, près de la frontière, place importante comme siège de la Maison de Bragance (dont les ducs étaient montés sur le trône portugais en 1640) ;
2. avancer ensuite vers la ville de Setúbal, la conquérir, et y attendre la flotte espagnole ;
3. assiéger Lisbonne par terre et par mer avec l'aide de la flotte.

Cette flotte espagnole devrait partir de Cadix pour rejoindre l'armée de terre : en dépit des très grands efforts et dépenses personnelles de son commandant, le duc d'Aveiro Raymond de Lancastre, elle n'a pas pu le faire, faute d'argent : Philippe IV d'Espagne n'avait plus à lui donner pour paiement que les revenus de la flotte de l'or, revenant chaque année d'Amérique à Cadix, et cette flotte eut justement un grand retard en 1665.
L'armée d'invasion de Carecena attendit donc longuement à Badajoz l'annonce du départ de la flotte, avant de se décider à avancer seule, et de traverser la frontière portugaise vers Borba, tout près de Vila Viçosa, le 1er juin 1665.
Borba, mal défendue, se rendit sans résistance. Caracena passe alors à Vila Viçosa et met le siège devant la petite forteresse de la ville ducale, munie d'une seule étoile défensive, qui résiste pourtant les jours nécessaires, dans l'espoir d'être secourue par le commandement de l'armée portugaise à Estremoz. L'armée portugaise dut d'abord rassembler les renforts venus des gouvernements de Trás os Montes, de Beira, d'Algarve, et de la ville espagnole toujours occupée par les Portugais, Valencia, ainsi que des mercenaires étrangers, ce qui n'a pu être terminé que la veille de la bataille, le 16 juin.
Caracena essaya d'habiter le palais ducal, (devenu royal), au bas de la vieille ville et hors de ses murailles, mais l'artillerie portugaise l'en empêcha facilement, car il était exposé aux canons du château fort : voyant que les portugais n'hésitaient pas à le lui défendre au risque de grands dégâts matériels et artistiques, il renonça à l'occuper.
Après sa défaite à Montes Claros, Caracena fut accusé de trahison et couardise. Il essaya de se justifier par le mauvais état de son armée, mais n'évita pas sa disgrâce, et mourut d'infirmité peu après, dès 1668.

## Préparatifs et tactique portugais

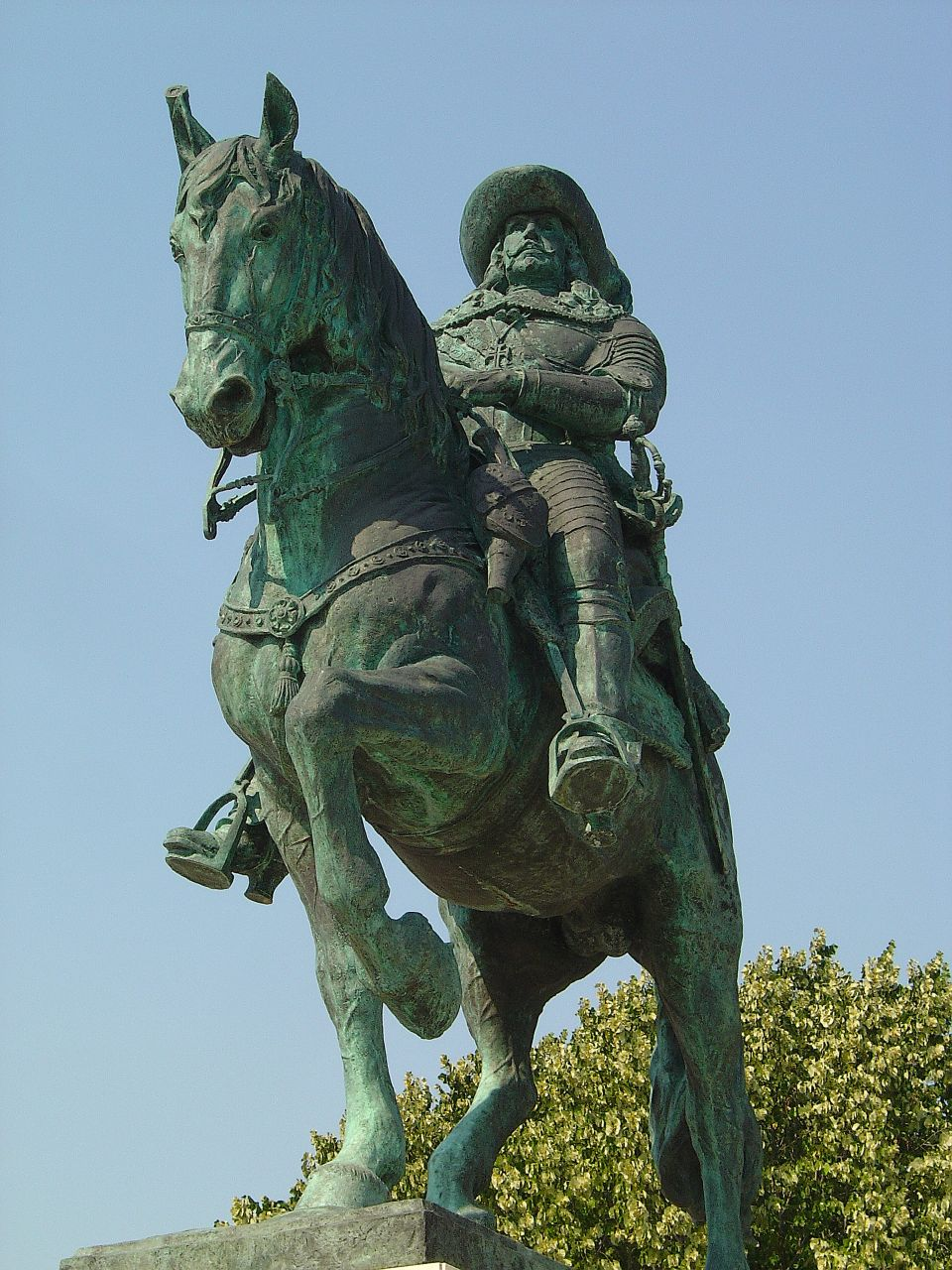
Dom António Luís de Menezes, 1er marquis de Marialva, 3me comte de Cantanhede, commandant de l'Armée portugaise à Montes Claros, statue érigée en son comté de Cantanhede

Prévoyant l'invasion d'après la libération des contingents militaires espagnols de leurs autres fronts européens d'Allemagne et d'Italie, les Portugais ont maintenu en place leur armée de Beira, au centre du royaume, au cas où les envahisseurs changent d'itinéraire, et ont fait venir leur armée de Trás-os-Montes pour s'unir à celle d'Alentejo, dans le sud, qui défendait Vila Viçosa et le chemin de Lisbonne.
De leur quartier-maître à Estremoz, les chefs portugais ont décidé en conseil de ne pas laisser l'invasion avancer dans le pays, et d'aller chercher l'armée ennemie là où elle était, sauvant Vila Viçosa comme symbole national : décision qui n'a pas été facile, car les chemins de passage entre Estremoz et Vila Viçosa étaient très étroits, empêchant le passage facile des hommes et de leur artillerie. Il a fallu le temps d'envoyer en avant des groupes d'hommes élargirt le chemin de montagne pour ouvrir le passage, afin d'arriver à Vila Viçosa, désireuse de secours rapide, par le bon endroit.

## Le choc militaire
L'armée du Marquis de Caracena comptait 22 600 hommes, avec lesquels il occupa la petite ville de Borba ; il essaya ensuite de prendre le siège ducal des Bragance à Vila Viçosa, ce qui aurait eu un impact moral tout particulier sur le roi et sur l'armée du Portugal, pour marcher ensuite vers Setúbal, puis Lisbonne. Bien vite pourtant, l'arrivée de l'armée portugaise l'oblige à lever le siège ; il la rencontre près du village de Montes Claros, entre Estremoz et Vila Viçosa. L'armée portugaise, forte de 20 000 hommes, était commandée par Dom António Luís de Menezes, marquis de Marialva.
Les deux armées étaient disposées sur une petite plaine coincée entre des montagnes. Toutes deux avaient mis leur artillerie sur des élévations. Caracena savait que les renforts de l'armée portugaise, arrivés le jour même, n'avaient pas eu le temps d'être intégrés de façon satisfaisante au corps de l'armée. D'autre part, désirant éviter d'être lui-même coincé avec son armée entre l'armée portugaise et le château de Vila Viçosa qu'il assiégeait, il avança en direction de Borba, qu'il avait prise auparavant. Comptant que les Portugais n'attaqueraient pas ce jour-là à cause du terrain, et attendraient le lendemain pour pouvoir disposer leur ordre de bataille dans la plaine, il résolut d'attaquer par surprise. Le terrain l'obligea à diviser ses forces en deux parties, l'infanterie à droite, et la cavalerie à gauche. C'est à celle-ci qu'il ordonna de charger, sachant que les Portugais avaient l'étroitesse des montagnes par derrière.
Pourtant ceux-ci, comprenant ses nouvelles intentions, avaient très vite installé leur artillerie là même où ils étaient, sur une hauteur favorable, d'où elle a pu faire feu sur la cavalerie castillane venant de la plaine (puisque forcée d'avancer et d'essayer de rompre), et couvrir les contre-attaques qui s'ensuivirent.
La bataille dura plus de sept heures, jusqu'à l'épuisement. Les Espagnols comptaient avec l'ardeur de leur impulsion initiale, et, repoussés par les Portugais, ils chargèrent à nouveau avec beaucoup de valeur : repoussés une deuxième fois et sous le feu de l'artillerie portugaise, ils se débandèrent lors de la deuxième contre-attaque, qui déboucha sur le corps à corps, et leur fuite généralisée quand ils s'aperçurent de celle de leur général Caracena vers Juromenha (d'où il passa à Badajoz, en Espagne, ce même jour).
L'armée espagnole abandonnait sur le terrain au moins la moitié de ses effectifs : 8 000 morts et blessés ainsi que 6 000 prisonniers. Les survivants, profitant de la proximité de la frontière, se dispersèrent d'eux-mêmes vers leur pays.

## Effets politiques et diplomatiques
La Guerre d'Acclamation avait décidé en 1640 de l'entrée du Portugal et de son empire dans la Guerre de Trente Ans. En dehors des escarmouches permanentes, et des invasions annuelles des deux pays sur leur frontière, il y eut deux grandes invasions du Portugal, dont celle-ci est la seconde et dernière. Cinq grandes batailles en décidèrent le cours, toutes gagnées par les Portugais : les quatre autres furent celles de Montijo en Espagne, des Lignes d'Elvas, d'Ameixial et de Castelo Rodrigo, au Portugal.
En 1665, la Bataille de Montes Claros est la cinquième et dernière grande bataille de cette guerre, à laquelle elle met fin : elle permettra trois ans plus tard la signature du Traité de Lisbonne, où Charles II d'Espagne, fils de l'ex-Philippe III de Portugal, reconnaît finalement, après 28 ans de guerre, les droits de la maison de Bragance sur le trône portugais.

## Petite histoire
- Une curiosité de cette bataille est la présence dans l'armée d'invasion, à un poste de commandement d'une des ailes de cavalerie, du prince Alexandre de Parme, apparenté aux deux souverains en conflit : il était cousin d'Alphonse VI de Portugal et parent de Philippe IV d'Espagne. Son arrière-grand-mère par les mâles était en effet Marie, Infante de Portugal, devenue duchesse de Parme par son mariage. Elle aurait eu en 1580 le droit d'aînesse sur la couronne de Portugal, mais était décédée peu avant cette date. Son époux, le général Alexandre Farnèse, duc de Parme, (et petit-fils maternel bâtard de Charles Quint), empêcha alors leur fils mineur Ranuccio Ier de Parme de prétendre à la couronne portugaise et continua de servir Philippe II d'Espagne : les droits dynastiques passèrent alors à la sœur cadette de Dona Maria, Catherine, infante de Portugal, devenue duchesse de Bragance par son mariage. Catherine est la grand-mère paternelle du roi Jean IV de Portugal. Comme son arrière-grand-père et homonyme, Alexandre de Parme était donc un résolu partisan de l'Espagne.
- L'ex-roi Philippe III de Portugal est mort très peu de temps après la bataille de Montes Claros, le 17 septembre 1665, et les historiens espagnols pensent que le chagrin causé par celle-ci contribua à écourter sa vie.
- Le duc d'Aveiro ne survécut pas non plus à l'échec de son entreprise navale, que lui-même avait suggérée à son souverain : il mourut jeune à Cadix le 5 novembre 1666, en espérant toujours la relancer.